# Kościół św. Antoniego Padewskiego w Mikołajkach Pomorskich
Kościół świętego Antoniego Padewskiego – rzymskokatolicki kościół parafialny należący do parafii pod tym samym wezwaniem (dekanat Dzierzgoń diecezji elbląskiej).

## Architektura i historia
Jest to neogotycka budowla wzniesiona z czerwonej cegły. Posiada charakterystyczną, górującą nad całością wieżę nakrytą dwuspadowym dachem. W ołtarzu znajduje się obraz patrona, św. Antoniego Padewskiego, trzymającego w ramionach Dzieciątko Jezus. Do wyposażenia świątyni należą również drewniana kazalnica i mało spotykane organy o tzw. romantycznym brzmieniu wykonane w 1938 roku.
Kościół został wzniesiony w 1896 roku, natomiast w 1903 roku został konsekrowany.

## Galeria

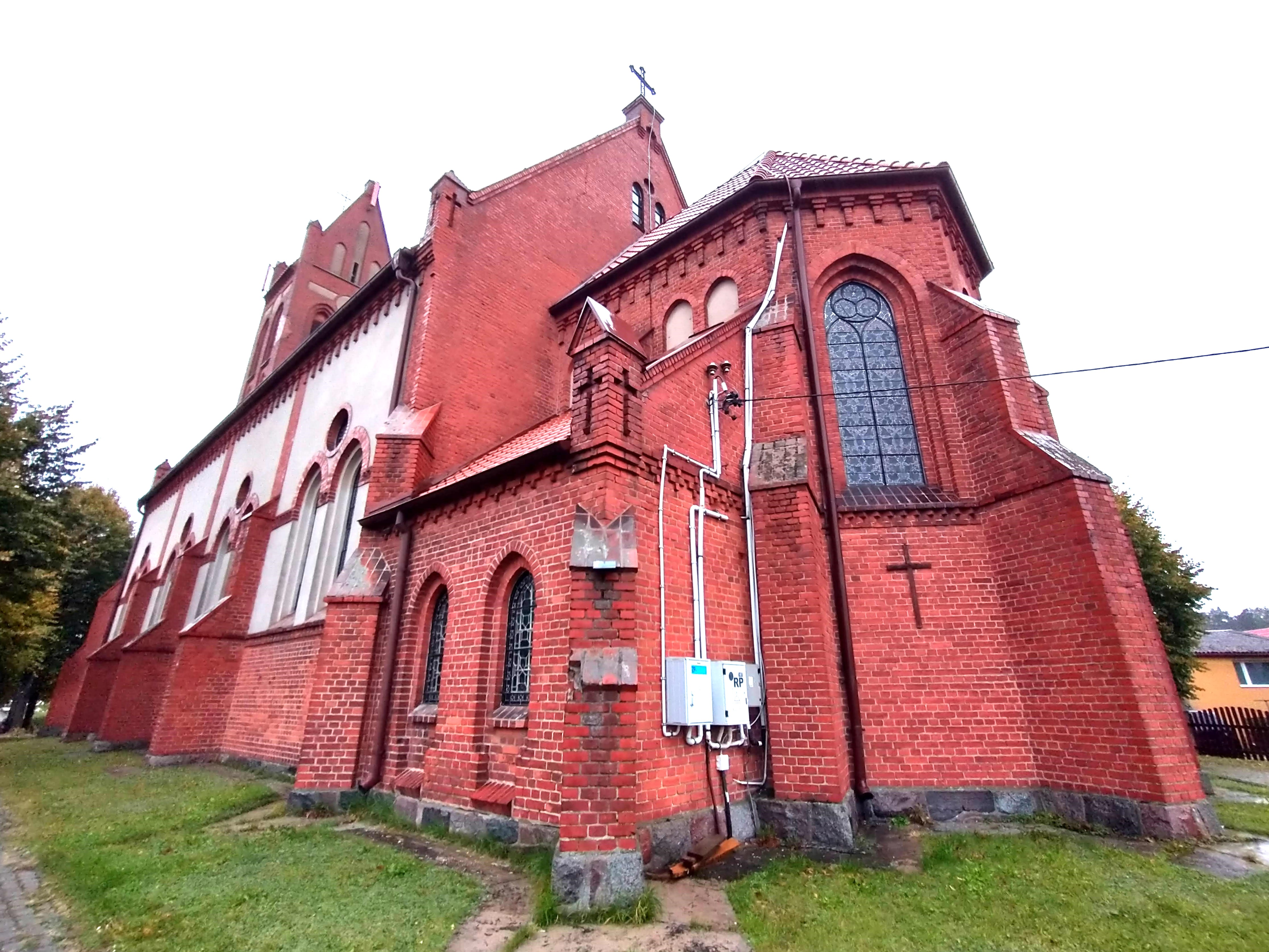
Widok od prezbiterium
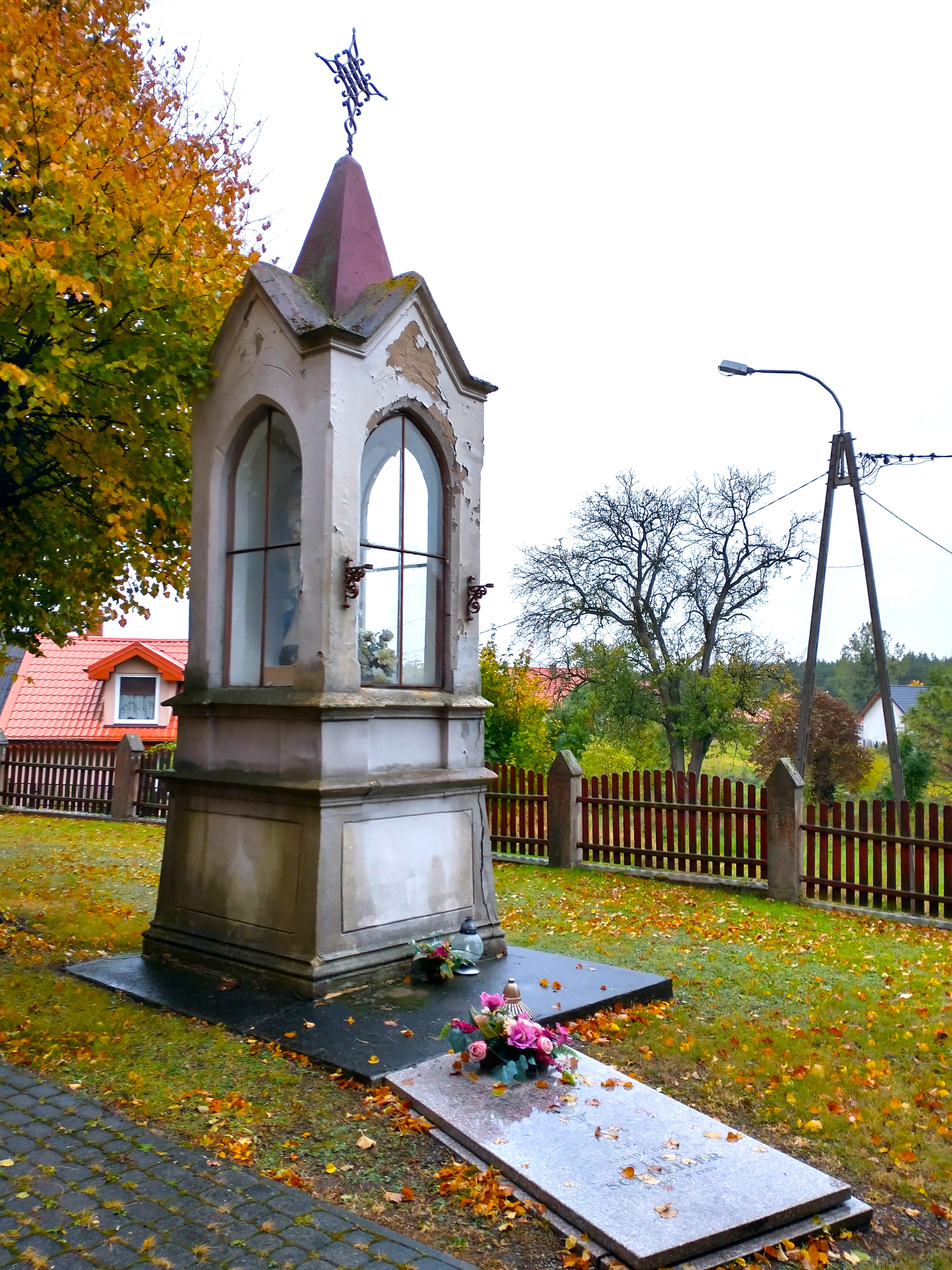
Grób ks. Feliksa Szrajbera